# Championnat du Gabon de football 2007-2008
Navigation
Saison précédente Saison suivante
La saison 2007-2008 du Championnat du Gabon de football est la trente-deuxième édition du championnat de première division gabonaise, le Championnat National. Il se déroule sous la forme d’une poule unique avec douze formations, qui s’affrontent à deux reprises, à domicile et à l’extérieur. En fin de saison, les deux derniers du classement sont relégués et remplacés par les deux meilleurs clubs de deuxième division.
C’est l'AS Mangasport qui est sacré cette saison après avoir terminé en tête du classement, avec un seul point d’avance sur l’US Bitam et sept sur le tenant du titre, le FC 105 Libreville. Il s’agit du sixième titre de champion du Gabon de l’histoire du club, le quatrième en cinq saisons. Le club manque le doublé en s'inclinant en finale de la Coupe du Gabon face à l'USM Libreville.

## Les clubs participants
| - FC 105 Libreville - AS Mangasport - Gabon Télécom FC - AS Stade Mandji - SOGEA FC - Missile FC | - Cercle Mbéri Sportif - Wongosport - USM Libreville - ASC Mounana - Promu de D2 - US Bitam - US Oyem |

## Compétition

### Classement
| Rang | Équipe               | Pts | J  | G  | N | P  | Bp | Bc | Diff |
| ---- | -------------------- | --- | -- | -- | - | -- | -- | -- | ---- |
| 1    | AS Mangasport        | 44  | 22 | 13 | 5 | 4  | 37 | 15 | +22  |
| 2    | US Bitam             | 43  | 22 | 13 | 4 | 5  | 30 | 16 | +14  |
| 3    | FC 105 LibrevilleT   | 37  | 22 | 10 | 7 | 5  | 30 | 16 | +14  |
| 4    | SOGEA FC             | 33  | 22 | 9  | 6 | 7  | 29 | 26 | +3   |
| 5    | Missile FC           | 33  | 22 | 8  | 9 | 5  | 29 | 28 | +1   |
| 6    | AS Stade Mandji      | 32  | 22 | 10 | 2 | 10 | 23 | 26 | -3   |
| 7    | Cercle Mbéri Sportif | 30  | 22 | 8  | 6 | 8  | 27 | 25 | +2   |
| 8    | USM LibrevilleC      | 25  | 22 | 7  | 4 | 11 | 27 | 31 | -4   |
| 9    | Wongosport           | 24  | 22 | 6  | 6 | 10 | 21 | 25 | -4   |
| 10   | US Oyem              | 24  | 22 | 5  | 9 | 8  | 16 | 23 | -7   |
| 11   | ASC MounanaP         | 20  | 22 | 5  | 5 | 12 | 18 | 40 | -22  |
| 12   | Gabon Télécom FC     | 17  | 22 | 4  | 5 | 13 | 18 | 34 | -16  |

|  | Qualification pour la Ligue des champions de la CAF 2009               |
|  | Qualification pour la Coupe de la confédération 2009                   |
|  | Retrait du championnat en fin de saison                                |
|  | T : Tenant du titre C : Vainqueur de la Coupe du Gabon P : Promu de D2 |

- Wongosport et l'un des clubs promus de D2, Cora Wood FC, déclarent forfait pour la saison prochaine. Par conséquent, les deux clubs initialement relégués, l'ASC Mounana et Gabon Télécom FC, sont maintenus en Championnat National.

## Bilan de la saison
| Championnat du Gabon de football 2007-2008                        |                          |
| Champion                                                          | AS Mangasport (6e titre) |
| Coupes et trophées                                                |                          |
| Vainqueur de la Coupe du Gabon 2007-2008                          | USM Libreville           |
| Qualifications continentales                                      |                          |
| Ligue des champions de la CAF 2009                                | AS Mangasport            |
| Coupe de la confédération 2009                                    | USM Libreville           |
| Promotions et relégations                                         |                          |
| Promus en Championnat National                                    | AS Pélican               |
| Relégués en Championnat du Gabon de football de deuxième division | Wongosport (abandon)     |